# عين التينة (صافيتا)
عين التينة قرية سورية تتبع ناحية سبة في منطقة صافيتا في محافظة طرطوس. بلغ عدد سكانها 818 نسمة في عام 2004 حسب إحصاء المكتب المركزي للإحصاء.
على الرغم من قلة عدد سكان القرية إلى أنَّهم أثبتوا جدارتهم وكفائتهم لا سيما في المجال العلمي، لذا فإنك ستجد الكثيرين من أبناء القرية ممن حصلوا على مراتب أكاديمية عالية في مجالات الطب والهندسة والقانون 